# Nagroda dla najlepszego pierwszoroczniaka sezonu KHL im. Aleksieja Czeriepanowa
Nagroda dla najlepszego pierwszoroczniaka sezonu KHL im. Aleksieja Czeriepanowa (ros. Приз «Лучшему новичку сезона» имени Алексея Черепанова) – nagroda przyznawana corocznie najlepszemu debiutantowi w rozgrywkach hokeja na lodzie KHL.
Nagrodę może otrzymać zawodnik, który jest obywatelem Rosji i który nie ukończył wieku 26 lat.
Jest przyznawana od sezonu 1986/1987 najwyższych rozgrywek hokejowych na terenie obecnej Rosji. Od tego czasu obejmuje sezony:
- Mistrzostwa ZSRR w hokeju na lodzie (1986-1991)
- Superliga rosyjska w hokeju na lodzie (1994-2008)
- Kontinientalnaja Chokkiejnaja Liga (od 2008)

W 2009 roku nadano nową nazwę trofeum dla uczczenia zawodnika Aleksieja Czeriepanowa, który na początku sezonu KHL (2008/2009) zmarł 13 października 2008 roku po osłabnięciu podczas spotkania Awangardu Omsk z Witiaziem Czechow w Czechowie. Zawodnik miał wówczas 19 lat i był uważany za wybitny talent rosyjskiego hokeja.

## Nagrodzeni
| 1986/1987 | Michaił Sztalenkow               | Dinamo Moskwa                         | Bramkarz                | 20 października 1965           |                       |                       |
| 1987/1988 | Artūrs Irbe                      | Dinamo Ryga                           | Bramkarz                | 2 lutego 1967                  |                       |                       |
| 1988/1989 | Pawieł Bure                      | CSKA Moskwa                           | Prawoskrzydłowy         | 31 marca 1971                  |                       |                       |
| 1989/1990 | Wiaczesław Kozłow                | Chimik Woskriesiensk                  | Lewoskrzydłowy          | 3 maja 1972                    |                       |                       |
| 1990/1991 | Andriej Triefiłow                | Dinamo Moskwa                         | Bramkarz                | 31 sierpnia 1969               |                       |                       |
| 1991/1992 | Nagrody nie przyznano            | Nagrody nie przyznano                 | Nagrody nie przyznano   | Nagrody nie przyznano          | Nagrody nie przyznano | Nagrody nie przyznano |
| 1992/1993 | Nagrody nie przyznano            | Nagrody nie przyznano                 | Nagrody nie przyznano   | Nagrody nie przyznano          | Nagrody nie przyznano | Nagrody nie przyznano |
| 1993/1994 | Jewgienij Rjabczikow             | Mołot Perm                            | Bramkarz                | 16 stycznia 1974               |                       |                       |
| 1994/1995 | Siergiej Gusiew Aleksiej Morozow | CSK WWS Samara Krylja Sowietow Moskwa | Obrońca Prawoskrzydłowy | 31 lipca 1975 16 lutego 1977   |                       |                       |
| 1995/1996 | Siergiej Samsonow                | CSKA Moskwa                           | Lewoskrzydłowy          | 27 października 1978           |                       |                       |
| 1996/1997 | Jegor Podomacki                  | Torpedo Jarosław                      | Bramkarz                | 22 listopada 1976              |                       |                       |
| 1997/1998 | Artiom Czubarow                  | Dinamo Moskwa                         | Środkowy                | 13 grudnia 1979                |                       |                       |
| 1998/1999 | Witalij Wiszniewski              | Torpedo Jarosław                      | Obrońca                 | 18 marca 1980                  |                       |                       |
| 1999/2000 | Ilja Bryzgałow                   | Łada Togliatti                        | Bramkarz                | 22 czerwca 1980                |                       |                       |
| 2000/2001 | Kiriłł Kolcow Ilja Kowalczuk     | Awangard Omsk Spartak Moskwa          | Obrońca Skrzydłowy      | 1 lutego 1983 15 kwietnia 1983 |                       |                       |
| 2001/2002 | Aleksandr Frołow                 | Krylja Sowietow Moskwa                | Lewoskrzydłowy          | 19 czerwca 1982                |                       |                       |
| 2002/2003 | Aleksandr Siomin                 | Łada Togliatti                        | Lewoskrzydłowy          | 3 marca 1984                   |                       |                       |
| 2003/2004 | Jewgienij Małkin                 | Mietałłurg Magnitogorsk               | Środkowy                | 31 lipca 1986                  |                       |                       |
| 2004/2005 | Jakow Ryłow                      | Dinamo Moskwa                         | Obrońca                 | 15 stycznia 1985               |                       |                       |
| 2005/2006 | Nikołaj Kulomin                  | Mietałłurg Magnitogorsk               | Lewoskrzydłowy          | 14 lipca 1986                  |                       |                       |
| 2006/2007 | Aleksiej Czeriepanow             | Awangard Omsk                         | Prawoskrzydłowy         | 15 stycznia 1989               |                       |                       |
| 2007/2008 | Oleg Piganowicz                  | Traktor Czelabińsk                    | Obrońca                 | 12 maja 1985                   |                       |                       |
| 2008/2009 | Ilja Proskuriakow                | Mietałłurg Magnitogorsk               | Bramkarz                | 21 lutego 1987                 |                       |                       |
| 2009/2010 | Anatolij Nikoncew                | Awtomobilist Jekaterynburg            | Prawoskrzydłowy         | 25 czerwca 1990                |                       |                       |
| 2010/2011 | Pawieł Zdunow                    | Mietałłurg Magnitogorsk               | Skrzydłowy              | 18 czerwca 1991                |                       |                       |
| 2011/2012 | Dmitrij Ługin                    | Amur Chabarowsk                       | Prawoskrzydłowy         | 1 kwietnia 1990                |                       |                       |
| 2012/2013 | Walerij Niczuszkin               | Traktor Czelabińsk                    | Lewoskrzydłowy          | 4 marca 1995                   |                       |                       |
| 2013/2014 | Andriej Wasilewski               | Saławat Jułajew Ufa                   | Bramkarz                | 25 lipca 1994                  |                       |                       |
| 2014/2015 | Maksim Mamin                     | CSKA Moskwa                           | Lewoskrzydłowy          | 13 stycznia 1995               |                       |                       |
| 2015/2016 | Artiom Alajew                    | Torpedo Niżny Nowogród                | Obrońca                 | 17 stycznia 1995               |                       |                       |
| 2016/2017 | Władimir Tkaczow                 | Admirał Władywostok                   | Lewoskrzydłowy          | 5 października 1995            |                       |                       |
| 2017/2018 | Witalij Krawcow                  | Traktor Czelabińsk                    | Prawowoskrzydłowy       | 23 grudnia 1999                |                       |                       |
| 2018/2019 | Ilja Konowałow                   | Łokomotiw Jarosław                    | Bramkarz                | 13 lipca 1998                  |                       |                       |
| 2019/2020 | Artiom Galimow                   | Ak Bars Kazań                         | Środkowy                | 8 września 1999                |                       |                       |
| 2020/2021 | Jegor Czinachow                  | Awangard Omsk                         | Prawoskrzydłowy         | 1 lutego 2001                  |                       |                       |
| 2021/2022 | Arsienij Griciuk                 | Awangard Omsk                         | Lewoskrzydłowy          | 15 marca 2001                  |                       |                       |
| 2022/2023 | Nikita Griebionkin               | Amur Chabarowsk                       | Skrzydłowy              | 2 maja 2023                    |                       |                       |
| 2023/2024 | Ilja Nabokow                     | Mietałłurg Magnitogorsk               | Bramkarz                | 27 marca 2003                  |                       |                       |
| 2024/2025 | Iwan Diemidow                    | SKA Sankt Petersburg                  | Center                  | 10 grudnia 2005                |                       |                       |